# 451 stupňů Fahrenheita
451 stupňů Fahrenheita (anglicky Fahrenheit 451) je jeden z nejznámějších románů spisovatele Raye Bradburyho, popisuje antiutopickou vizi budoucnosti, ve které vítězí technokratická a povrchní kultura masových médií nad přemýšlivou společností uznávající hodnotu knih. Lidé v této společnosti se již o sebe vzájemně nezajímají a dokonce ztratili schopnost myslet, namísto toho utíkají do svého virtuálního světa hédonického vzrušení. Příběh byl jako krátká povídka otištěn nejprve v časopise Galaxy Science Fiction v únoru 1951. Do češtiny román přeložili Jarmila Emmerová a Josef Škvorecký.

## Příběh
Děj knihy se odehrává ve velice hektické budoucnosti. Doba je charakterizována neustálým spěchem, většinou za zábavou; lidé nemají čas ani chuť číst knihy a starat se o něco jiného než o vlastní potěšení. Zájem o literaturu postupně upadá a knihy jsou posléze oficiálně zakázány a ničeny.
Hlavním hrdinou je požárník Guy Montag. Požárníci však v této době nejsou ti, již požáry hasí. Domy se vyrábějí z ohnivzdorných materiálů a požárníci už nemají co na práci, začínají dělat pravý opak své původní práce. Vyhledávají nelegální přechovavatele knih a vypalují jejich knihovny, často i celé domy. „451 stupňů Fahrenheita (232,8 °C) je teplota, při které se papír vznítí a hoří“, píše Bradbury v úvodu. Proto mají požárníci ve znaku právě číslo 451.
Montag svou práci miluje, ale jeho nová sousedka Clarissa McClellanová, dívka pocházející z rodiny podivínů (vzpomínajících na minulost) ho svými řečmi nahlodá a Guy začne přemýšlet o tom, co se v knihách asi tak píše. Při jedné akci Guy ukradne z domu nelegálních přechovavatelů několik knih, vezme je domů a v práci nahlásí, že je nemocný. Velitel Beatty si vše domyslí a přijde k Montagovi domů a vypoví mu minulost hasičů. Také řekne, že když hasič neodolá pokušení a vezme si knihu, nic se mu nestane, pokud ji do jednoho dne spálí. Guy ho sice poslechne, ale nechá spálit pouze jedinou knihu na radu profesora Fabera, kterého kdysi potkal v parku. Beatty se však doví, že Guyovi doma ještě zbývají knihy, a na dalším výjezdu požárníků zastaví před Montagovým domem.
Hrdinu udala jeho žena Mildred a její přítelkyně, jimž předtím četl básničky právě z ukradené knihy. Guy je přinucen zapálit svůj dům a všechno v něm. Avšak poté, co Beatty přijde na jeho tajné spojení s Faberem, je Guy nucen zabít svého šéfa a dát se na útěk. Policie okamžitě vysílá mechanického Ohaře, aby Montaga vystopoval, ale Guy se převléká do Faberových šatů, které navíc polije alkoholem, a daří se mu Ohařovi utéct korytem řeky. Celá honička ovšem běží naživo v televizi a policie si nemůže dovolit neuspět. Pošle tedy Ohaře k místu, kde se každý den prochází nevinný muž, kterého nechá zabít, aby diváci nepřišli o svou podívanou.
Guy se mezitím dostává do lesa ke skupině bývalých vysokoškolských profesorů, kteří putují z místa na místo a pamatují si vědomosti z knih (každý si pamatuje nějakou). Montag, jelikož sám nějaké knihy četl, se k nim přidává.
Po nějaké době propukne válečný konflikt a město plné „benzínových štvanců“ a věčně se bavících lidí je během několika minut zničeno bombardováním. Vzdělanci se vydávají městu na pomoc s tím, co mají – vědomostmi získanými z knih.

## Filmová adaptace
- 1966: 451° Fahrenheita, britský film, režie François Truffaut, v hlavních rolích Oskar Werner, Julie Christie.
- 2018: 451 stupňů Fahrenheita, americký film, režie Ramin Bahrani, v hlavních rolích Michael B. Jordan, Michael Shannon.

## Česká vydání
- 451 stupňů Fahrenheita, Melantrich, Praha 1957, přeložili Jarmila Emmerová a Josef Škvorecký, znovu Svoboda (edice Omnia), Praha 1970, Baronet a Knižní klub, Praha 2001 a 2009 a Plus, Praha 2015.
- Marťanská kronika, 451 stupňů Fahrenheita, Odeon, Praha 1978, přeložili Jarmila Emmerová a Josef Škvorecký.

### Rozhlasové adaptace
- 2016 Ray Bradbury: 451 stupňů Fahrenheita, překlad: Jarmila Emmerová a Josef Škvorecký, dramatizace Renata Venclová a Hana Roguljič, hudba Filip Skuhrovec, dramaturgie Renata Venclová, režie Lukáš Hlavica. Účinkují: Petr Lněnička, Dana Černá, Tereza Terberová, Martin Stránský, František Němec, Martin Zahálka, Marek Holý, Libuše Švormová, Lada Jelínková, Klára Sedláčková-Oltová, Miroslav Hanuš, Jaromír Meduna, Zdeněk Velen, Stanislava Jachnická, Kamila Špráchalová, Svatopluk Schuller, Zdeněk Hruška, Libor Vacek, Tomáš Vacek, Vasil Fridrich, Naděžda Fořtová, Radovan Klučka, Lukáš Hlavica, Naděžda Mečířová, Mikuláš Převrátil, Aleš Vrzák, Jiří Litoš, Petr Šplíchal, Tomáš Pergl, Josef Plechatý, Radka Tučková, Jana Knappová, Dana Reichová, Jaroslava Červená, Anna Balcarová a Jana Odvárková.[1] Inscenace získala 2. cenu na festivalu Prix Bohemia Radio 2017.[2]